# 三合镇 (台山市)
三合镇是中华人民共和国广东省江门市台山市下辖的一个乡镇级行政单位。位于中国广东省台山市西北部，面积250平方千米，人口4.7万人。下辖9个村委会和一个居民委员会：北联村、西华村、东联村、新一村、温泉村、那金村、联山村、新安村、联安村和三合圩居委会。

## 行政区划
三合镇下辖以下地区：
三合圩社区、东联村、北联村、新一村、西华村、那金村、联山村、温泉村、新安村和联安村。

## 外部連結
- 台山市三合信息网（页面存档备份，存于）